# Obed Kipkurui
Obed Kipkurui (ur. 3 września 1986 w Uasin Gishu) – kenijski lekkoatleta, długodystansowiec reprezentujący Finlandię.
Dziesięciokrotny medalista (2 złote, 3 srebrne i 5 brązowych medali) mistrzostw Finlandii w różnych konkurencjach (bieg na 5000 metrów, bieg na 10 000 metrów, półmaraton, maraton, bieg przełajowy). Czterokrotny reprezentant kraju w meczach międzypaństwowych.

## Rekordy życiowe
- bieg na 3000 metrów – 8:27,49 (2007)
- bieg na 5000 metrów – 14:18,61 (2007)
- bieg na 10 000 metrów – 29:13,19 (2010)
- półmaraton – 1:05:11 (2008) rekord Finlandii w kategorii młodzieżowców
- bieg maratoński – 2:16:35 (2010)